# Belianska dolina (Mała Fatra)

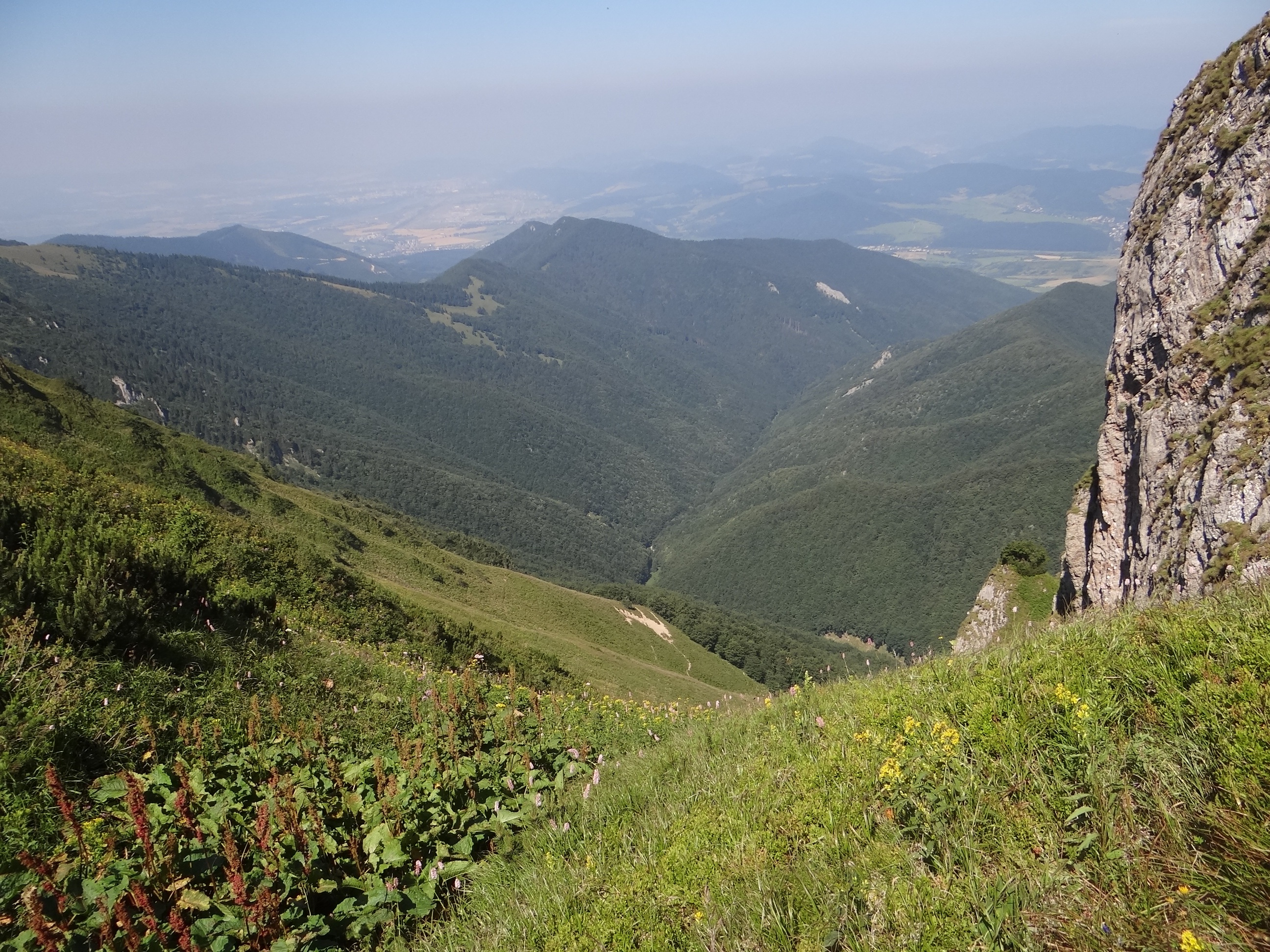
Widok z grani Małego Krywania

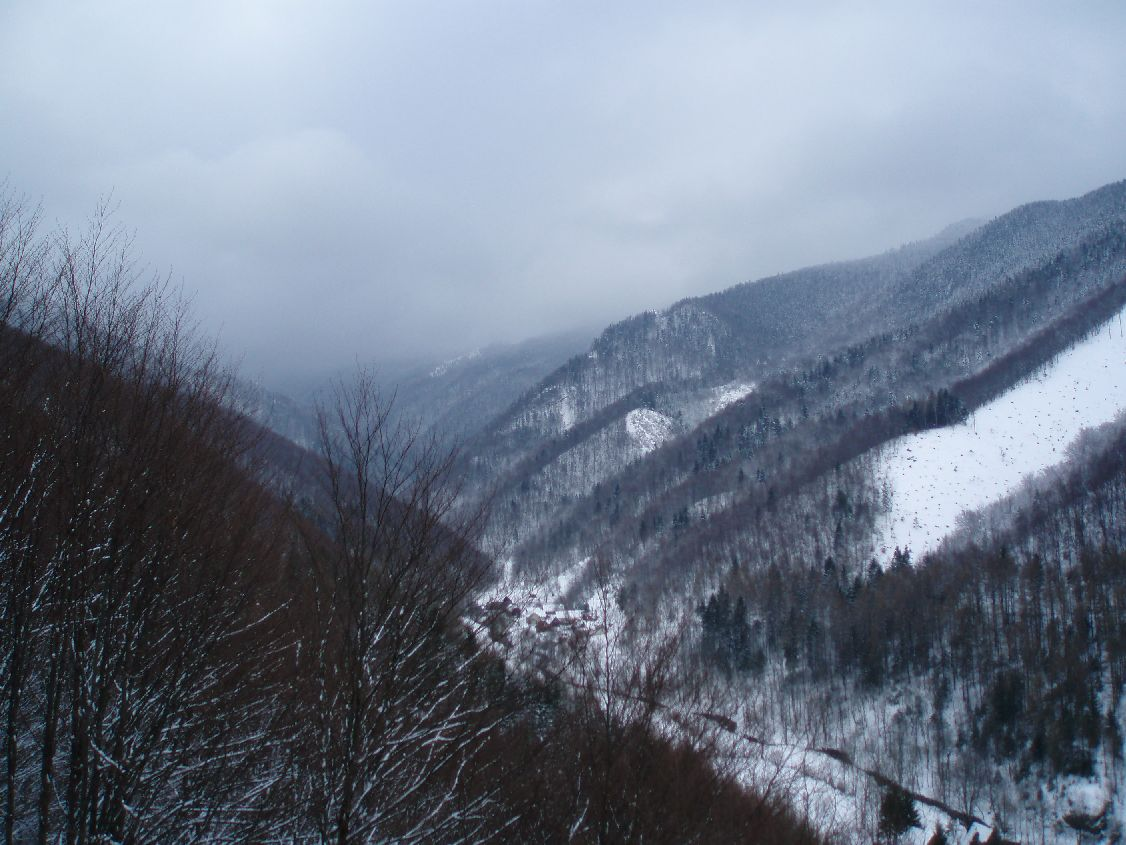
Dolna część doliny, osada Frankovci

Belianska dolina – dolina na północnej stronie Małej Fatry Krywańskiej w paśmie Mała Fatra na Słowacji. Jest doliną walną. Górą podchodzi pod główną grań na odcinku Koniarky (1535 m) – Mały Krywań (1671 m). Opada w północno-zachodnim kierunku, niżej zakręcając  bardziej na północ. Uchodzi do doliny rzeki Varínka w miejscowości Belá na wysokości około 510 m n.p.m. Orograficznie prawe zbocza doliny tworzy odchodzący od Koniarek grzbiet ze szczytami Hole, Kuriková, Vysoký vrch i Kykula, zbocza lewe grzbiet odgałęziający się nieco powyżej przełęczy Priehyb, ze szczytami Príslopok (1141 m), Prostá (1144 m), Bačínsky vrch (929 m) i Ploštiny (722 m).
Belianska dolina wyrzeźbiona jest w skałach dolomitowo-wapiennych. Pod stromo opadającymi do niej północnymi zboczami Małego Krywania tworzą one liczne formacje skalne i niewielki cyrk lodowcowy. W górnej części doliny, na wysokości ok. 460 m n.p.m., znajdują się 3 wywierzyska o łącznej wydajności ok. 200 l/s, które odwadniają nie tylko zamknięcie samej doliny, ale i część głównego grzbietu Krywańskiej Małej Fatry w masywie Małego Krywania. Próby speleologicznego spenetrowania tych wywierzysk, podejmowane od 50. lat XX w., dotychczas nie przyniosły sukcesu. Doliną spływa Beliansky potok.
Dolina jest niemal całkowicie zalesiona. Tylko  w najwyższych partiach, na grani sedlo Priehyb – Príslopok jest trawiasta. Są to pozostałości dawnych hal pasterskich. Najniższa część doliny jest zamieszkała, znajduje się tutaj należące do miejscowości Belá osiedle Frankovci, do którego z Belej dochodzi szosa. Doliną nie prowadzą żadne szlaki turystyczne, a najwyższą część doliny obejmuje rezerwat przyrody Prípor.